# Me quema
«Me quema» es una canción interpretada por la cantautora mexicana Paulina Rubio publicada el 11 de noviembre de 2016 en plataformas digitales como sencillo bajo la discográfica Universal Music. Fue producido por Mauricio Rengifo y compuesto por la misma cantante junto al grupo colombiano Morat.

## Listas musicales de sencillos

### Semanales
| Lista (2016)                         | - Mejor - posición |
| ------------------------------------ | ------------------ |
| EspañaTop 100 Canciones (Promusicae) | 25                 |